# 麦趣尔
麦趣尔（深交所：002719）是中華人民共和國一家食品公司，產品有牛奶、面包、蛋糕等。該公司前身是山东人李玉瑚於1989年在新疆创办的一家小型食品工厂，1993年更名為新疆大天池食品有限公司。1996年在烏魯木齊開設第一家西餅屋並且創辦品牌麦趣尔。2002年12月改制為新疆麦趣尔集團有限責任公司，總部位於新疆维吾尔自治区昌吉回族自治州昌吉市。2014年1月在深交所上市。同年李玉瑚将麦趣尔交给了儿子李勇、李刚、李猛。李勇担任董事长，李刚出任总经理。2015年，麦趣尔收购烘焙公司浙江新美心食品工业有限公司。2020年以后，麦趣尔通过直播等手段打開銷路。

## 争议
2022年6月，浙江省丽水市庆元县市场监管局表示麦趣尔生产的两批次纯牛奶含有丙二醇。6月30日晚间，麦趣尔发布公告称，两批次的产品已下架。官方要求麦趣尔立即停止纯牛奶生产并及时下架、封存、召回不合格产品。2022年8月22日，當局以麥趣爾超範圍使用食品添加劑生產純牛奶為由要求其繳納罰款7315.1萬元人民幣。

## 外部連結
- 官方网站